# Turke
Turke su pogranično naselje u Hrvatskoj u sastavu Grada Delnica. Nalaze se u Primorsko-goranskoj županiji.

## Zemljopis
Nalaze se istočno od nacionalnog parka Risnjaka, na zapadnoj obali rijeke Kupe. Sjeverozapadno je Gornji Ložac (Hrvatska) i Grintovec pri Osilnici (Slovenija), Zakrajc Turkovski, zapadno je Podgora Turkovska, jugozapadno su Požar i Kalić, jugoistočno je Sedalce, istočno je Bosljiva Loka (Slovenija).

## Stanovništvo
| broj stanovnika | 144   | 158   | 123   | 130   | 126   | 161   | 145   | 140   | 111   | 99    | 111   | 84    | 63    | 58    | 44    | 31    | 19    |
|                 | 1857. | 1869. | 1880. | 1890. | 1900. | 1910. | 1921. | 1931. | 1948. | 1953. | 1961. | 1971. | 1981. | 1991. | 2001. | 2011. | 2021. |